# Antennanyereség
Az antennanyereség egy arányszám – vagy logaritmikus értékre alakított arányszám – amely megyadja, hogy egy antenna a fő sugárzási irányában mennyivel erősebb jelet vesz mint egy izotróp antenna (Gi GdBi vagy G GdB), vagy egy dipólantenna (Gd, GdBd).
Az irányító hatású antennák fő sugárzási irányukba koncentrálják a kisugárzott teljesítményt, ezért ezekben az irányokban nagyobb térerősség keletkezik (vételkor pedig az antennáról nagyobb jelet kapunk), mint ha minden irányban egyformán sugárzó (izotrop) antennát használnánk. Az antenna nyeresége alatt azt (a dB-ben kifejezett) teljesítményviszonyt értjük, hogy az antenna a fő sugárzási irányában hányszoros teljesítménysűrűséggel (térerősséggel) sugároz egy ugyanakkora teljesítménnyel táplált izotrop antennához képest.
Az antennanyereséget meghatározhatjuk számítással és méréssel is.

## Számítása
{\displaystyle G={\frac {4\pi A_{h}}{\lambda ^{2}}}}
Ezzel a nyereséget nyereségarány formában kapjuk. dB értékbe az alábbi módon kapjuk:
{\displaystyle G=10log_{10}{\biggl (}{\frac {4\pi A_{h}}{\lambda ^{2}}}{\biggr )}}
- G  - Az anntennanyereség
- Ah - Hatásos felület
- λ -  Az antenna üzemi hullámhossza

## Az antennanyereség mérés általi meghatározása
Az antenna nyeresége meghatározható irányméréssel. Meg kell határoznunk azt a sugáriránytól eltérő szöget, amelyen az antenna még nem csillapítja a vett jelet. Ez az a pont, ahol a mért antennával vett jel erőssége megegyezik a nyereség nélküli antenna által vett jel jelerősségével. Mivel gömbsugárzó antenna nem létezik, így referenciaantennaként rövidített primer sugárzót vagy körsugárzót használnak, amelynek pontosan ismerik a nyereségét, így át tudják számolni egy izotróp antennához vonatkoztatott értékre (dBi, vagy dB), vagy dipólantennához vonatkoztatott értékre (dBd).
A mérést a következőképp lehet végezni:
1. a jelforrás felé irányítják az antennát, ez lesz a fő sugárzási irány. A vett jel ezen a ponton a legerősebb.
2. az antennát vízszintes irányban elforgatják, mindaddig, amíg a vett jel erőssége le nem csökken a referenciaantenna által vett jel erősségére.
3. ezzel megkaptuk az antenna horizontális sugárzási szögének a felét, ezt 2-vel megszorozva megvan a horizontális nyalábszélesség: φ
4. az antennát ismét a jelforrás felé irányítják
5. az antennát függőleges irányban elforgatják, mindaddig, amíg a vett jel erőssége le nem csökken a referenciaantenna által vett jel erősségére.
6. ezzel megkaptuk az antenna vertikális sugárzási szögének a felét, ezt 2-vel megszorozva megvan a horizontális nyalábszélesség: ϑ

A mért értékekből a nyereség a következőképp számítható:
{\displaystyle G={\frac {360}{\phi }}{\frac {360}{\vartheta }}}
Ezzel a nyereséget nyereségarány formában kapjuk. dB értékbe az alábbi módon kapjuk:
{\displaystyle G=10log_{10}{\Biggl (}{\frac {360}{\phi }}{\frac {360}{\vartheta }}{\biggl )}}
- G - az antenna nyeresége (dB)
- φ - horizontális nyalábszélesség (°)
- ϑ - vertikális nyalábszélesség (°)

Ha ismert az antenna kisugárzási szöge, ez a képlet is használható:
{\displaystyle G=10log_{10}{\biggl (}{\frac {32\pi ^{2}}{(\pi ^{2}-4)\phi \vartheta }}{\biggl )}}
- G - az antenna nyeresége (dB)
- φ - horizontális nyalábszélesség (rad)
- ϑ - vertikális nyalábszélesség (rad)